# HD 130322 b
HD 130322 b é um planeta extrassolar cuja massa mínima é ligeiramente maior que a de Júpiter. Esse planeta perfaz uma órbita muito próxima à sua estrela, numa distância equivalente a um quarto da de Mercúrio em relação ao Sol. Por isso esse planeta é classificado como um "Júpiter quente". A revolução de HD 130322 b se completa em apenas 10 dias e 17 horas em uma órbita muito circular.